# Бернт Стор Марина (Флорида)
Бернт Стор Марина (енгл. Burnt Store Marina) насељено је место без административног статуса у америчкој савезној држави Флорида.

## Демографија
По попису из 2010. године број становника је 1.793, што је 522 (41,1%) становника више него 2000. године.
| Група             | 2000.         | 2010.         |
| Белци             | 1.242 (97,7%) | 1.748 (97,5%) |
| Афроамериканци    | 12 (0,9%)     | 1 (0,1%)      |
| Азијати           | 2 (0,2%)      | 9 (0,5%)      |
| Хиспаноамериканци | 12 (0,9%)     | 28 (1,6%)     |
| Укупно            | 1.271         | 1.793         |